# Altkarte
Als Altkarten werden meist thematische Karten bezeichnet, die im Wesentlichen in der Zeit von der Mitte des 16. bis zum Anfang des 19. Jahrhunderts erschienen sind.  Sie stellen wichtige Quellen für die Historische Geographie dar, vor allem für die Siedlungsgeographie.
Altkarten zeigen zumeist im kleineren Umfeld die Gerichts- und Verwaltungsgliederung eines Gebietes. Es sind durchwegs handgezeichnete Pläne, Risse, frühe amtliche Aufnahmen wie alte Katasterkarten oder Militärkarten zur Orientierung im Gelände. Sie sollten komplexe Gegebenheiten einfach und übersichtlich darstellen, haben oft einen großen Maßstab und sind häufig verzerrt dargestellt. Altkarten werden in der historisch-genetischen Siedlungsgeographie als Quelle zur Rekonstruktion und Illustration vergangener Landschaftszustände herangezogen.
Gleichzeitig wird der Begriff Altkarte auch allgemein für alte Karten, englisch early maps, ältere Landkarten beliebigen Inhalts verwendet, die vor der Mitte des 19. Jahrhunderts erschienen sind.